# Kuzinellus eddiei
Kuzinellus eddiei är en spindeldjursart som först beskrevs av Edward A. Ueckermann och Loots 1988.  Kuzinellus eddiei ingår i släktet Kuzinellus och familjen Phytoseiidae. Inga underarter finns listade i Catalogue of Life.